# 아이돌 사변
〈아이돌 사변〉(일본어: アイドル事変)는 MAGES에 의한 미디어 믹스 프로젝트. 47 도도부현을 대표하는 아이돌 의원에 의한 선거 배틀 작품.
당초는 2014년 가을 착신 예정의 소셜 게임으로서 발표되고 있었지만, 동년 8월에 연기가 발표되어 그 후 1년 이상 속보가 없는 상태가 되고 있었지만, 2015년 여름에 「리부트」라고 칭해 기획이 재시동했다. 리부트 후는 스토리나 등장인물이라는 작품 설정이나 일부 캐스팅이 발표 초기의 것으로부터 변경이 이루어졌으며, 그에 따라 공식 트위터에서는 리부트 이전의 중얼거림을 모두 지웠다.